# سبعه شیوخ
سبعه شیوخ (به عربی: السبعة شیوخ) یک شهرداری در الجزایر است که در استان تلمسان واقع شده‌است. سبعه شیوخ ۴٬۶۳۴ نفر جمعیت دارد.